# إسويري
بلدية إسويري (بالإسبانية: Isuerre) هي بلدية تقع في مقاطعة سرقسطة التابعة لمنطقة أراغون شمال شرق إسبانيا.

## الديموغرافيا
بلغ عدد سكان بلدية إسويري 36 نسمة عام 2011 (وفقاً للمعهد الوطني الإسباني للإحصاء).
| 67 | 64 | 54 | 53 | 45 | 37 | 36 |